# Romuald Gawlik
Romuald Gawlik (ur. 6 kwietnia 1953 w Bolesławcu) – polski samorządowiec, urzędnik i technik weterynarii, w latach 1994–2006 burmistrz Strzelec Krajeńskich, w latach 2014–2018 wicemarszałek województwa lubuskiego.

## Życiorys
Ukończył studia o specjalizacji administracja samorządowa na Wydziale Prawa i Administracji Uniwersytetu Szczecińskiego. Przez 20 lat pracował jako technik weterynarii.
Związał się politycznie z Polskim Stronnictwem Ludowym, objął szefostwo nad jego strukturami w powiecie strzelecko-drezdeneckim. Od 1994 do 2006 zajmował stanowisko burmistrza Strzelec Krajeńskich (w wyborach bezpośrednich w 2002 wygrał w drugiej turze, w 2006 nie ubiegał się o reelekcję). Następnie przez 4 lata pozostawał naczelnikiem Wydziału Rozwoju i Spraw Społecznych w gorzowskim starostwie powiatowym i przez kolejne 4 lata kierował oddziałem Agencji Rynku Rolnego w Gorzowie Wielkopolskim. W 2007 bezskutecznie kandydował do Sejmu z 2. miejsca listy PSL w okręgu nr 8 (Zielona Góra), zdobywając 1417 głosów. W 2010 zasiadł w radzie powiatu strzelecko-drezdeneckiego, od grudnia 2011 był jej przewodniczącym. W 2014 i 2018 bez powodzenia ubiegał się o reelekcję.
1 grudnia 2014 powołany na stanowisko wicemarszałka województwa lubuskiego, odpowiedzialnego m.in. za Europejski Fundusz Społeczny. 22 listopada 2018 zakończył pełnienie funkcji.
W 2003 otrzymał Srebrny Krzyż Zasługi.